# Euphyllia ancora
Euphyllia ancora là một loài san hô trong họ Euphyllidae. Loài này được Veron & Pichon mô tả khoa học năm 1979.

## Hình ảnh

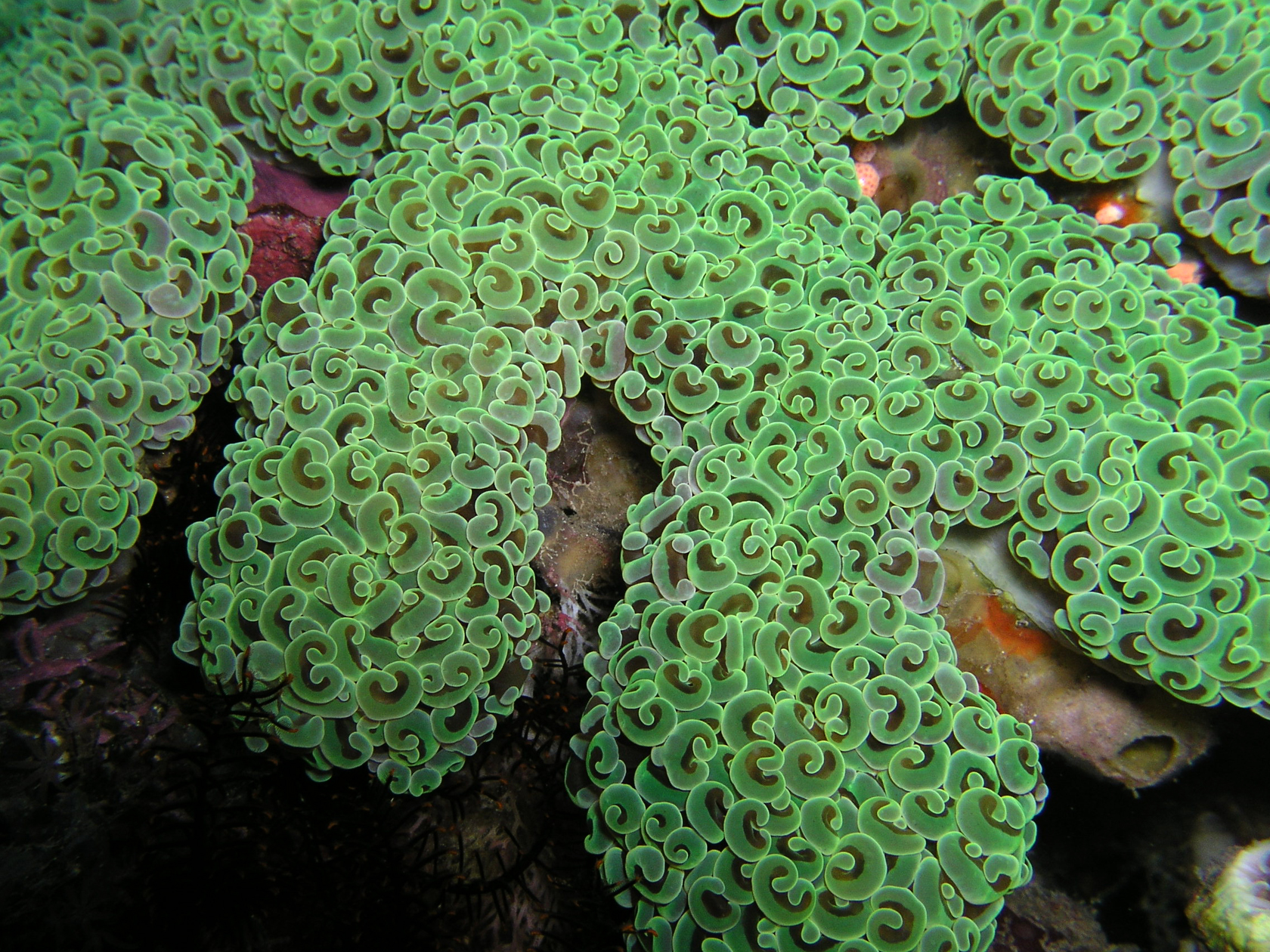
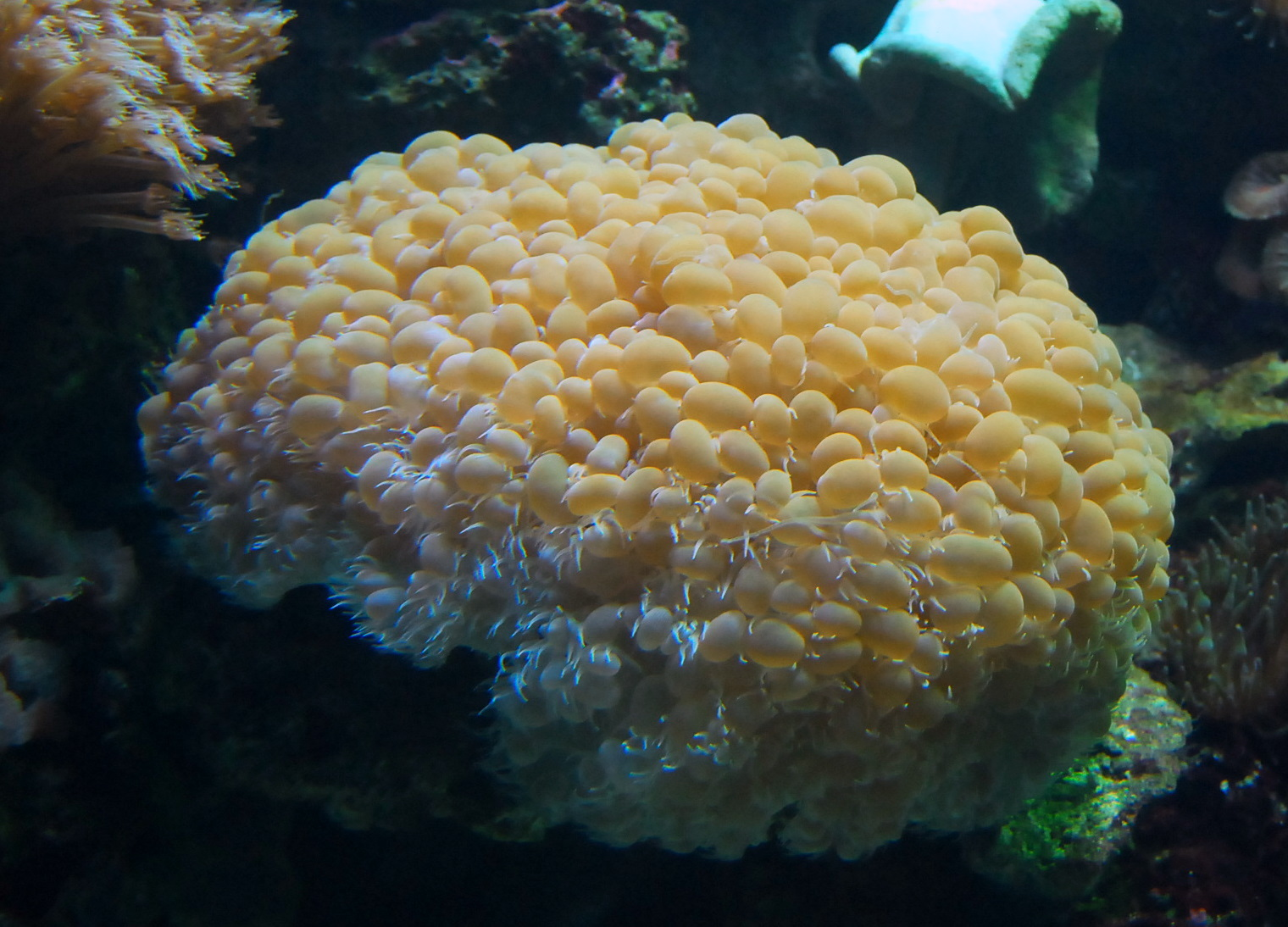
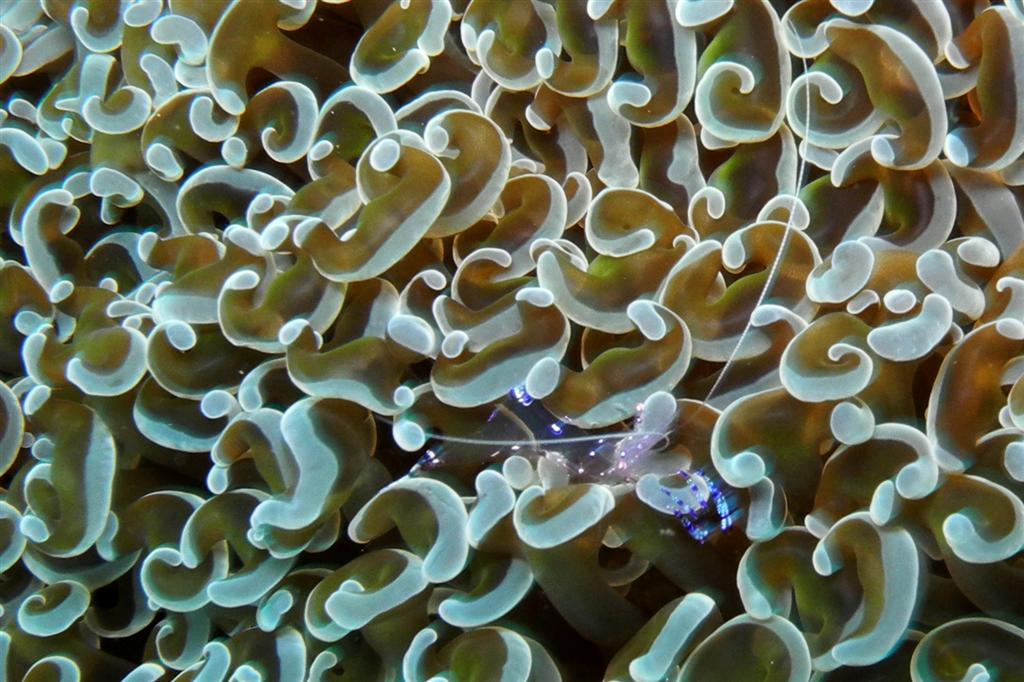
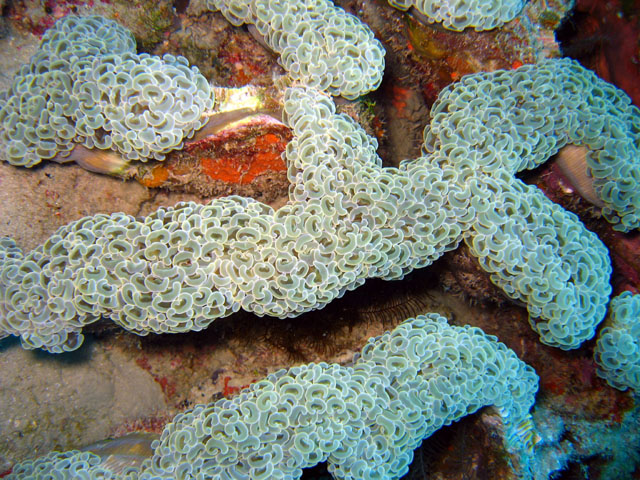